# Voie Alphonse-Loubat
La voie Alphonse-Loubat est une voie située dans le quartier Saint-Fargeau du 20e arrondissement de Paris, près de la  porte des Lilas.

## Situation et accès
La voie est desservie à proximité par les lignes 3 bis et 11 à la station Porte des Lilas.

## Origine du nom
Cette voie rend hommage au créateur du tramway parisien Alphonse Loubat (1799-1866).

## Historique
Cette voie est créée sous le nom de « voie EY/20 » et prend son nom par vote du Conseil de Paris en 2013.

## Bâtiments remarquables et lieux de mémoire
- La porte des Lilas
- Le cinéma Étoile Lilas, un complexe de 4 800 m2 sur quatre niveaux comptant sept salles[2] ouvert à la fin 2012.